# Ster ZLM Toer 2011
Lo Ster ZLM Toer 2011, venticinquesima edizione della corsa e prima con questa denominazione, si svolse dal 15 al 19 giugno su un percorso di 757 km ripartiti in 5 tappe, con partenza da Alblasserdam e arrivo a Etten-Leur. Fu vinto dal belga Philippe Gilbert della squadra Omega Pharma-Lotto davanti all'olandese Niki Terpstra e al lituano Ramūnas Navardauskas.

## Tappe
| Tappa  | Data      | Percorso                                        | km  | Vincitore di tappa | Leader cl. generale |
| ------ | --------- | ----------------------------------------------- | --- | ------------------ | ------------------- |
| 1ª     | 15 giugno | Alblasserdam > Alblasserdam (cron. individuale) | 7   | Patrick Gretsch    | Patrick Gretsch     |
| 2ª     | 16 giugno | Eindhoven > Sittard-Geleen                      | 177 | Tyler Farrar       | Patrick Gretsch     |
| 3ª     | 17 giugno | Nuth > Nuth                                     | 188 | Juan José Haedo    | Patrick Gretsch     |
| 4ª     | 18 giugno | Verviers > Jalhay                               | 194 | Philippe Gilbert   | Philippe Gilbert    |
| 5ª     | 19 giugno | Etten-Leur > Etten-Leur                         | 191 | Leigh Howard       | Philippe Gilbert    |
| Totale | Totale    | Totale                                          | 757 |                    |                     |

## Dettagli delle tappe

### 1ª tappa
- 15 giugno: Alblasserdam > Alblasserdam (cron. individuale) – 7 km

| Pos. | Corridore       | Squadra      | Tempo |
| ---- | --------------- | ------------ | ----- |
| 1    | Patrick Gretsch | HTC-Highroad | 8'30" |
| 2    | Alex Rasmussen  | HTC-Highroad | a 3"  |
| 3    | Alex Dowsett    | Sky          | a 6"  |

| Pos. | Corridore       | Squadra      | Tempo |
| ---- | --------------- | ------------ | ----- |
| 1    | Patrick Gretsch | HTC-Highroad | 8'30" |
| 2    | Alex Rasmussen  | HTC-Highroad | a 3"  |
| 3    | Alex Dowsett    | Sky          | a 6"  |

### 2ª tappa
- 16 giugno: Eindhoven > Sittard-Geleen – 177 km

| Pos. | Corridore     | Squadra      | Tempo    |
| ---- | ------------- | ------------ | -------- |
| 1    | Tyler Farrar  | Garmin       | 4h11'52" |
| 2    | Romain Feillu | Vacansoleil  | s.t.     |
| 3    | Adam Blythe   | Omega Pharma | s.t.     |

| Pos. | Corridore       | Squadra      | Tempo    |
| ---- | --------------- | ------------ | -------- |
| 1    | Patrick Gretsch | HTC-Highroad | 4h20'22" |
| 2    | Alex Rasmussen  | HTC-Highroad | a 3"     |
| 3    | Tyler Farrar    | Garmin       | a 4"     |

### 3ª tappa
- 17 giugno: Nuth > Nuth – 188 km

| Pos. | Corridore       | Squadra      | Tempo    |
| ---- | --------------- | ------------ | -------- |
| 1    | Juan José Haedo | Saxo Bank    | 5h12'01" |
| 2    | Giacomo Nizzolo | Leopard-Trek | s.t.     |
| 3    | Anthony Roux    | FDJ          | s.t.     |

| Pos. | Corridore       | Squadra      | Tempo    |
| ---- | --------------- | ------------ | -------- |
| 1    | Patrick Gretsch | HTC-Highroad | 9h32'23" |
| 2    | Tyler Farrar    | Garmin       | a 4"     |
| 3    | Alex Dowsett    | Sky          | a 6"     |

### 4ª tappa
- 18 giugno: Verviers > Jalhay – 194 km

| Pos. | Corridore            | Squadra      | Tempo    |
| ---- | -------------------- | ------------ | -------- |
| 1    | Philippe Gilbert     | Omega Pharma | 4h47'48" |
| 2    | Niki Terpstra        | Quick Step   | a 1"     |
| 3    | Ramūnas Navardauskas | Garmin       | s.t.     |

| Pos. | Corridore            | Squadra      | Tempo     |
| ---- | -------------------- | ------------ | --------- |
| 1    | Philippe Gilbert     | Omega Pharma | 14h20'16" |
| 2    | Niki Terpstra        | Quick Step   | a 1"      |
| 3    | Ramūnas Navardauskas | Garmin       | a 12"     |

### 5ª tappa
- 19 giugno: Etten-Leur > Etten-Leur – 191 km

| Pos. | Corridore             | Squadra      | Tempo    |
| ---- | --------------------- | ------------ | -------- |
| 1    | Leigh Howard          | HTC-Highroad | 4h42'03" |
| 2    | Lucas Sebastián Haedo | Saxo Bank    | s.t.     |
| 3    | Tyler Farrar          | Garmin       | s.t.     |

| Pos. | Corridore            | Squadra      | Tempo     |
| ---- | -------------------- | ------------ | --------- |
| 1    | Philippe Gilbert     | Omega Pharma | 19h02'16" |
| 2    | Niki Terpstra        | Quick Step   | a 3"      |
| 3    | Ramūnas Navardauskas | Garmin       | a 15"     |

## Classifiche finali

### Classifica generale
| Pos. | Corridore            | Squadra    | Tempo     |
| ---- | -------------------- | ---------- | --------- |
| 1    | Philippe Gilbert     | Omega P.   | 19h02'16" |
| 2    | Niki Terpstra        | Quick Step | a 3"      |
| 3    | Ramūnas Navardauskas | Garmin     | a 15"     |
| 4    | Joost van Leijen     | Vacansol.  | a 36"     |
| 5    | David Tanner         | Saxo Bank  | a 44"     |
| 6    | Alex Dowsett         | Sky        | a 1'21"   |
| 7    | Davide Appollonio    | Sky        | a 1'26"   |
| 8    | Lars Bak             | HTC        | a 1'31"   |
| 9    | Dennis van Winden    | Rabobank   | a 1'34"   |
| 10   | Gianni Meersman      | FDJ        | a 1'36"   |